# Maksim Tarasov
Pour les articles homonymes, voir Tarassov.
Maksim Vladimirovich Tarasov (en russe : Максим Владимирович Тарасов ; en français : Maksim Vladimirovitch Tarassov), né le 2 décembre 1970 à Iaroslavl, est un ancien athlète soviétique puis russe spécialiste du saut à la perche. Il est l'un des rares athlètes à avoir remporté les titres de champion olympique, de champion du monde et de champion d'Europe. Avec un record de 6,05 m, il est le cinquième perchiste à franchir la barre des 6 mètres, hauteur dépassée à six reprises au cours de sa carrière.

## Carrière sportive

### Débuts
Maksim Tarasov fait ses débuts sur la scène internationale à l'occasion des Championnats du monde junior 1988 disputés à Grand Sudbury en remportant la médaille d'argent du saut à la perche avec 5,60 m, derrière le Hongrois István Bagyula. L'année suivante, le soviétique améliore à trois reprises le record du monde junior de la discipline, établissant notamment 5,80 m à Briansk le 14 juillet 1989, performance égalée une seule fois seulement, par l'Allemand Raphael Holzdeppe en 2008. Dominateur tout au long de l'année 1989, Tarasov remporte les Championnats d'Europe junior de Varaždin. Sa première médaille en catégorie sénior est obtenue lors des Championnats du monde 1991 de Tokyo, compétition dans laquelle il termine troisième de la finale de la perche derrière Sergueï Bubka et István Bagyula, égalant son record personnel à 5,85 m.

### Jeux olympiques de 1992
En 1992, Maksim Tarasov est sélectionné dans l'équipe unifiée des anciennes Républiques soviétiques pour participer aux Jeux olympiques de Barcelone, tout comme les deux meilleurs performeurs mondiaux de l'année, Sergueï Bubka et Rodion Gataullin. Après avoir passé le cap des qualifications avec un saut à 5,60 m, il fait son entrée en finale par un premier essai réussi à 5,60 m tout comme Igor Trandenkov, l'Espagnol Javier Garcia et l'Américain Kory Tarpenning. Il profite ensuite de l'élimination prématurée de Sergueï Bubka, incapable de franchir la moindre barre après des impasses successives et un concours débuté à 5,70 m. Réalisant 5,70 m et 5,80 m lors de sa première tentative, Tarasov remporte finalement le concours devant Igor Trandenkov (5,80 m au 3e essai) et Javier Garcia (5,75 m).

### Dans l'ombre de Bubka
Maksim Tarasov part s'installer à Budapest en fin d'année 1992 et concourt dès l'année suivante pour la Russie. Avec un saut à 5,80 m, il termine à la troisième place des Championnats du monde 1993 de Stuttgart, derrière les 6,00 m de Sergueï Bubka et les 5,90 m de Grigoriy Yegorov, et à égalité avec Igor Trandenkov. En fin de saison, le Russe prend la troisième place de la Finale du Grand Prix de Londres. Absent des Championnats d'Europe 1994, il est sélectionné en 1995 pour les Championnats du monde de Göteborg. Tarasov remporte la médaille d'argent du concours avec 5,86 m, battu une nouvelle fois par Bubka. En 1997, Tarasov monte à deux reprises sur un podium mondial, remportant en mars la médaille de bronze des Championnats du monde en salle de Paris-Bercy, avant de prendre durant l'été la deuxième place des Championnats du monde en plein air d'Athènes remportés une nouvelle fois par l'Ukrainien Bubka. Il franchit cette même année pour la première fois la barre des 6,00 m : à Nice tout d'abord le 16 juillet 1997 et à Fukuoka ensuite le 13 septembre 1997, devenant ainsi le cinquième perchiste de l'histoire à dépasser cette hauteur symbolique.

### Consécration mondiale
Le Russe remporte son deuxième titre majeur international à l'occasion des Championnats d'Europe 1998 tenus à Budapest. Il franchit une dernière barre à 5,81 m, tout comme Tim Lobinger mais Tarasov devance finalement l'Allemand au nombre d'essai tentés. Le Français Jean Galfione prend la troisième place du concours. En fin de saison, il remporte la finale du Grand Prix de Moscou avec un saut à 5,95 m, puis s'impose lors de la Coupe du monde des nations de Johannesburg. Maksim Tarasov réalise en 1999 l'une de ses meilleures saisons sur le circuit international. Le 16 juin 1999, il établit le meilleur saut de sa carrière en franchissant la barre de 6,05 m lors du Meeting d'Athènes, devenant le deuxième « performeur » mondial de tous les temps après Sergueï Bubka. Le 26 août 1999, le Russe remporte la médaille d'or des Championnats du monde de Séville en établissant avec 6,02 m le record de la compétition. Il devance finalement l'Australien Dmitri Markov et l'Israélien Aleksandr Averbukh. Détenteur de la meilleure performance de l'année 1999, il s'impose au mois de septembre lors de la Finale du Grand Prix à Munich. 
Sélectionné dans l'équipe de Russie pour participer aux Jeux olympiques de 2000 à Sydney, Tarasov franchit en finale une barre à 5,90 m mais se voit devancé au nombre d'essais par les Américains Nick Hysong, médaillé d'or et Lawrence Johnson, médaillé d'argent.

## Records
| Performance  | Performance | Date           | Lieu     |
| ------------ | ----------- | -------------- | -------- |
| En plein air | 6,05 m      | 16 juin 1999   | Athènes  |
| En salle     | 6,00 m      | 5 février 1999 | Budapest |

| Performance | Date              | Lieu    |
| ----------- | ----------------- | ------- |
| 6,05 m      | 16 juin 1999      | Athènes |
| 6,02 m      | 26 août 1999      | Séville |
| 6,01 m      | 7 septembre 1999  | Berlin  |
| 6,00 m      | 16 juillet 1997   | Nice    |
| 6,00 m      | 13 septembre 1997 | Fukuoka |
| 6,00 m      | 4 août 1999       | Monaco  |

## Palmarès
| Date | Compétition                    | Lieu              | Résultat | Marque |
| ---- | ------------------------------ | ----------------- | -------- | ------ |
| 1989 | Championnats d'Europe juniors  | Varaždin          | 1er      | 5,60 m |
| 1991 | Championnats du monde          | Tokyo             | 3e       | 5,85 m |
| 1992 | Jeux olympiques d'été          | Barcelone         | 1er      | 5,80 m |
| 1993 | Championnats du monde          | Stuttgart         | 3e       | 5,80 m |
| 1993 | Finale du Grand Prix IAAF      | Londres           | 3e       | 5,80 m |
| 1994 | Goodwill Games                 | Saint-Pétersbourg | 2e       | 5,80 m |
| 1995 | Championnats du monde          | Göteborg          | 2e       | 5,86 m |
| 1995 | Finale du Grand Prix IAAF      | Monaco            | 3e       | 5,80 m |
| 1996 | Finale du Grand Prix IAAF      | Milan             | 1re      | 5,90 m |
| 1997 | Championnats du monde en salle | Paris             | 3e       | 5,80 m |
| 1997 | Championnats du monde          | Athènes           | 2e       | 5,96 m |
| 1997 | Finale du Grand Prix IAAF      | Fukuoka           | 2e       | 6,00 m |
| 1998 | Championnats d'Europe          | Budapest          | 1er      | 5,81 m |
| 1998 | Finale du Grand Prix IAAF      | Moscou            | 1er      | 5,95 m |
| 1998 | Coupe du monde des nations     | Johannesburg      | 1er      | 5,85 m |
| 1999 | Championnats du monde          | Séville           | 1er      | 6,02 m |
| 1999 | Finale du Grand Prix IAAF      | Munich            | 1er      | 5,85 m |
| 2000 | Jeux olympiques d'été          | Sydney            | 3e       | 5,90 m |

## Sauts à plus de 6 mètres
- 6,00 m, en plein air à Nice (France) le 16 juillet 1997
- 6,00 m, en plein air à Fukuoka (Japon) le 13 septembre 1997
- 6,00 m, en salle à Budapest (Hongrie) le 5 février 1999
- 6,05 m, en plein air à Athènes (Grèce) le 16 juin 1999
- 6,00 m, en plein air à Monte-Carlo (Monaco) le 4 août 1999
- 6,02 m, en plein air à Séville (Espagne) le 26 août 1999
- 6,01 m, en plein air à Berlin (Allemagne) le 7 septembre 1999